# Art Blakey
Arthur "Art" Blakey (11 d'octubre de 1919 – 16 d'octubre de 1990), conegut més tard com Abdullah Ibn Buhaina, fou un bateria estatunidenc i director d'orquestra de jazz, guanyador d'un premi Grammy. Juntament amb Kenny Clarke i Max Roach, fou un dels inventors de l'estil bebop adaptat a la bateria. És conegut com un músic potent, la seva manera de tocar blues, o funky hard bop era i segueix influint en el mainstream jazz. Durant més de trenta anys la banda d'Art Blakey, els Jazz Messengers, va estar formada per joves músics que es convertiren en noms destacats del món del jazz. El llegat de la banda és, doncs, coneguda tant per la música que produí, com per ser un camp de proves per a diverses generacions de músics de jazz. En aquest sentit, els grups que dirigí Blakey són només comparables als de Miles Davis. Blakey va entrar a formar part del Saló de la Fama del Jazz l'any 1982 i del Saló de la Fama del Grammy el 2001. L'any 2005 va ser guardonat amb el Grammy Lifetime Achievement Award com un reconeixement a la seva contribució al jazz i a la música.